# Fullo

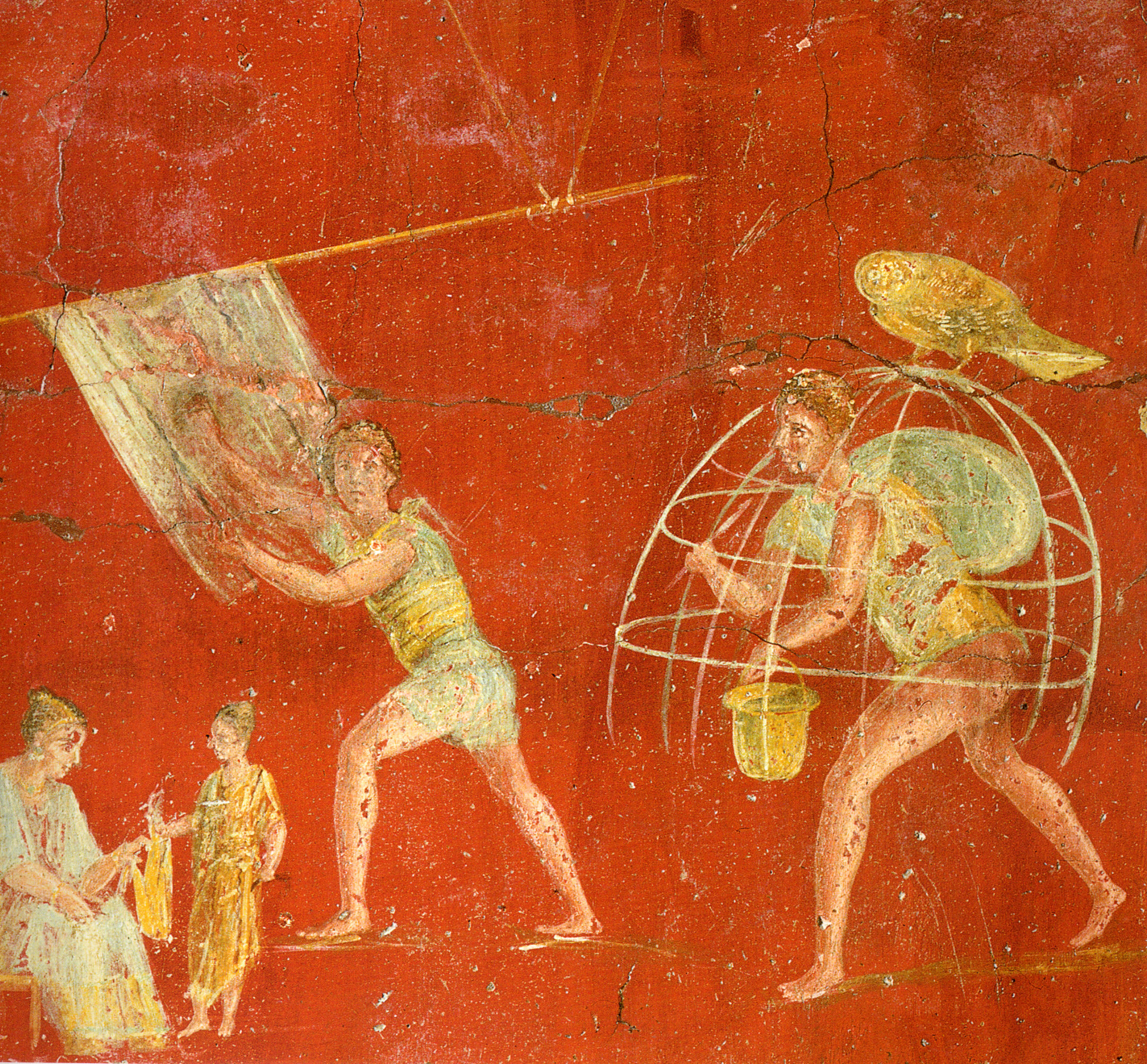
Dipinto murale della folleria di Veranius Hypsaeus, di Pompei, oggi nel Museo Archeologico Nazionale di Napoli.

In antichità, presso i romani, il fullo (plurale: fullones) era colui che lavava i tessuti, conosciuto grazie a molte iscrizioni pervenuteci dall'Italia e dalla parte occidentale dell'Impero romano, nonché da numerosi riferimenti presenti nella letteratura latina di autori quali Plauto, Marziale e Plinio il Vecchio. Si trattava di un'attività commerciale molto redditizia, tanto che l'imperatore Vespasiano aveva imposto una tassa.
La follatura è un trattamento meccanico che conferisce compattezza, leggerezza e morbidezza a tessuti di lana o a feltri. Spesso gli schiavi preparavano le tele di lana o di lino per le tinture, oltre ad occuparsi, successivamente, della loro pulitura.
Il fullo lavorava in una folleria o fullonica. Abbiamo anche prove che i fullones trattassero il tessuto direttamente sul telaio, sebbene non tutti gli studiosi siano concordi su questo. In alcune grandi fattorie, le follerie erano costruite nel luogo in cui gli schiavi usualmente pulivano il tessuto.
In diverse città romane sono stati trovati i laboratori dei fullones.
I più importanti esempi sono stati rinvenuti a Ostia e Pompei, ma fullonicae sono state trovate a Delos, Firenze e Frèjus. Mentre i piccoli laboratori a Delos risalgono al I sec. a.C., quelli di Pompei sono datati al I sec. d.C. e gli stabilimenti di Ostia e Firenze furono costruiti sotto gli imperatori Traiano e Adriano.

## Il processo di follatura
Il procedimento di follatura consiste in tre fasi principali: insaponatura, risciacquatura, rifinitura.

### Insaponatura
I tessuti venivano trattati in piccole tinozze poste in nicchie circondate da bassi muriccioli. Il fullo stava con i piedi nella tinozza riempita di acqua e di una mistura di sostanze chimiche alcaline (qualche volta includevano l'urina e la soda), pestava il tessuto, lo sfregava e, infine, lo strizzava.
Lo scopo di questo trattamento era quello di applicare gli agenti chimici al tessuto, così che potessero agire separando le sostanze unte e grasse.
I luoghi nei quali veniva eseguito questo trattamento, i cui resti sono utilizzati dagli archeologi per identificare gli impianti di follatura, erano definiti come "stalle di pigiatura", "stalle di follatura" o, erroneamente, saltus fullonicus.

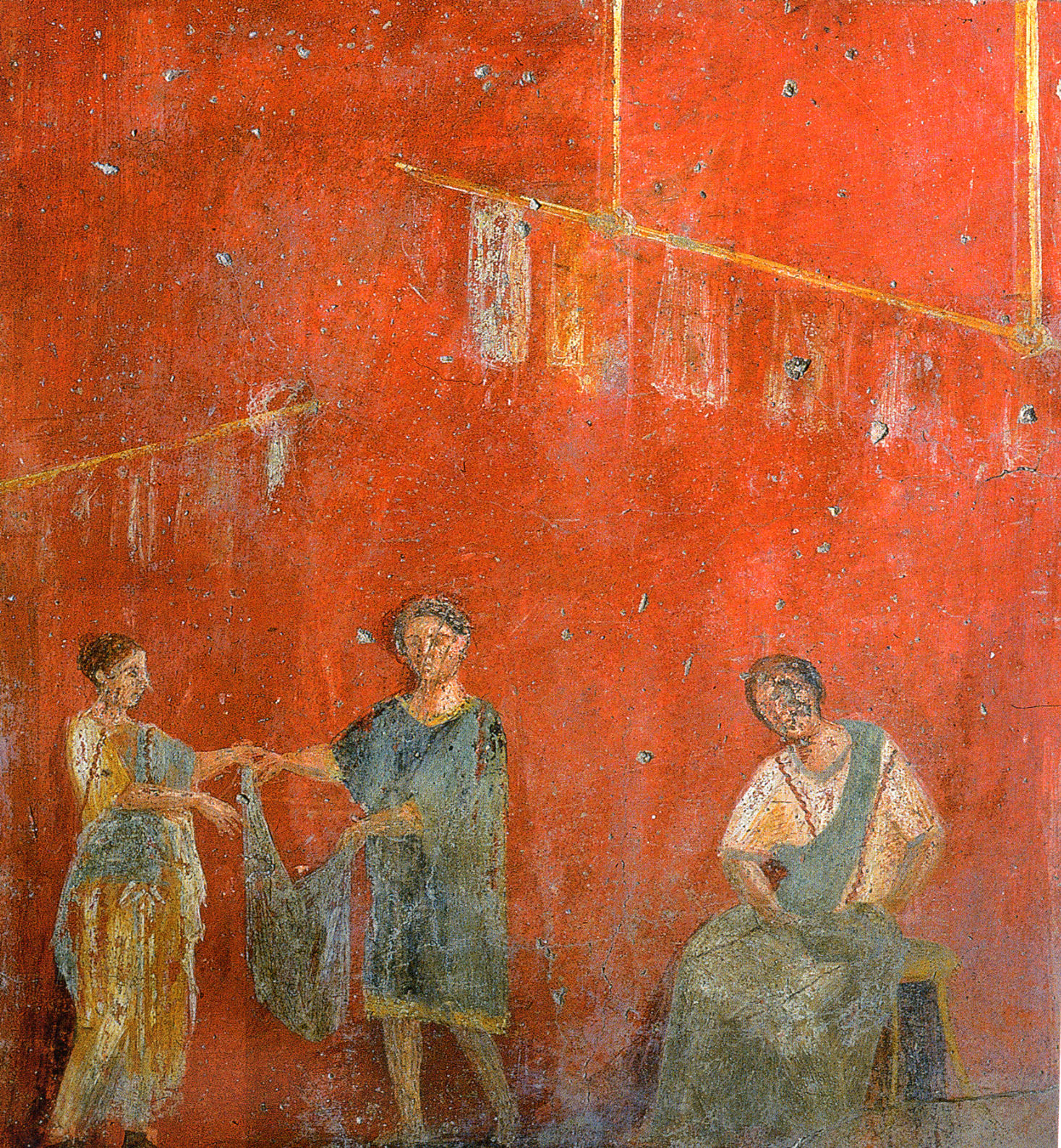
Affresco da un pilastro della folleria di Veranius Hypsaeus, di Pompei, oggi nel Museo Archeologico Nazionale di Napoli.

### Risciacquo
Dopo che i vestiti erano stati insaponati nelle sostanze chimiche, la sporcizia tolta doveva essere lavata via. Questo avveniva con acqua fresca in un complesso di grandi vasche che spesso erano collegate con le forniture idriche urbane.
Il tipico impianto per il risciacquo consisteva in tre o quattro vasche collegate tra loro: l'acqua fresca entrava da un lato e usciva dall'altro.
I vestiti seguivano la direzione opposta all'acqua e andavano dall'acqua più sporca a quella più pulita.

### Finitura
L'ultima fase dell'intero processo consisteva in vari trattamenti. Non conosciamo esattamente la precisa sequenza di queste operazioni: essa poteva variare a seconda della natura del negozio e delle esigenze della clientela.
- Il tessuto veniva spesso spazzolato con un cardo e tosato, come indicato da ritrovamenti in alcune fullonicæ di Pompei.
- Talvolta i tessuti venivano trattati con lo zolfo. I fullones aggiungevano zolfo ai vestiti bianchi per mantenerne il colore, sapendo che lo zolfo è abbastanza volatile per non distruggere i colori.
- Il panno veniva poi appeso su una struttura a cesto, chiamata viminea cavea.
- I tessuti venivano anche riposti in presse a vite per eliminare l'acqua in eccesso. Testimonianze e resti di queste ultime sono stati trovati a Pompei ed Ercolano, e una rappresentazione è stata ritrovata in una folleria di Pompei, ora esposta nel Museo Nazionale di Napoli.

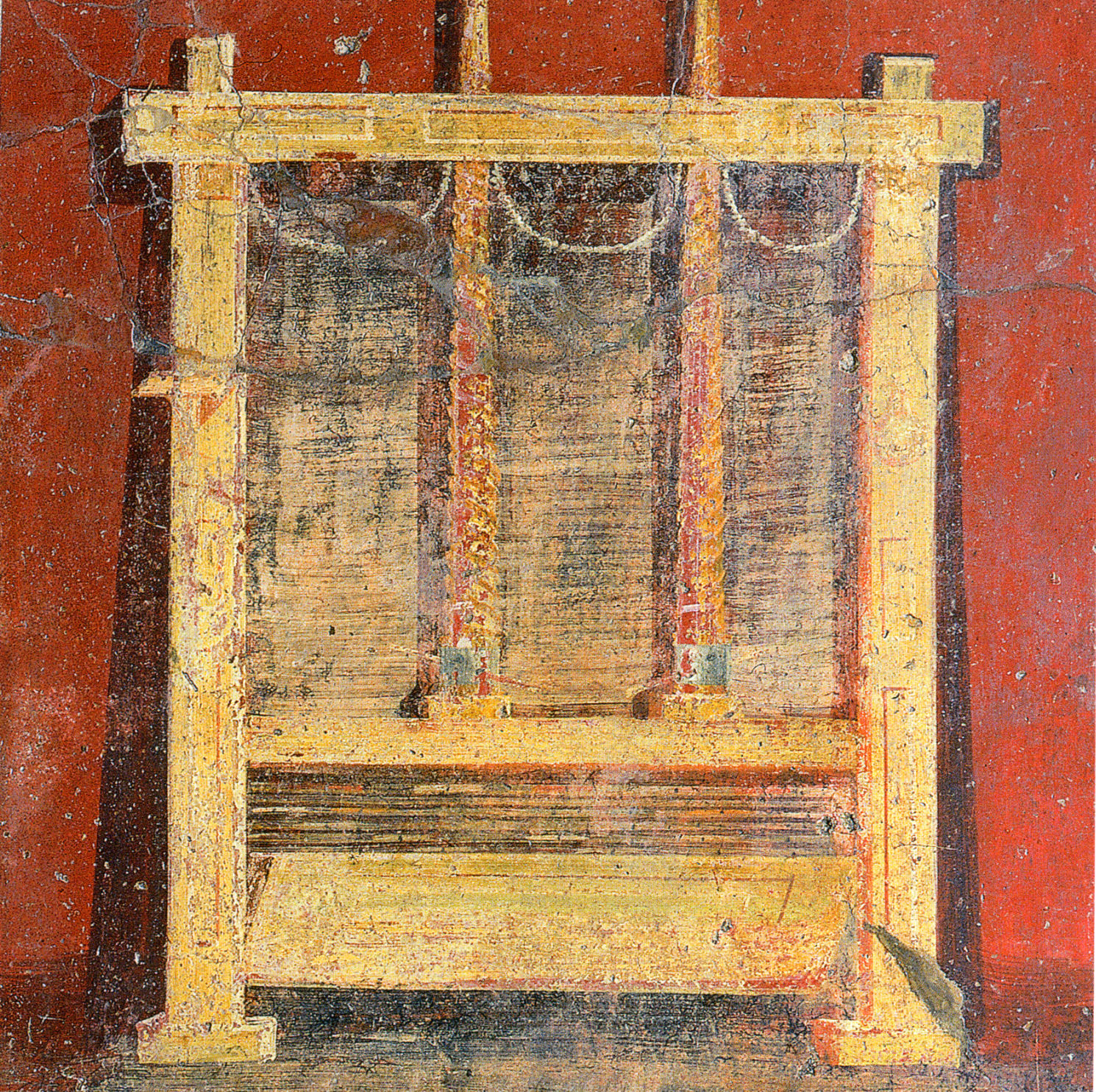
Pressa a vite per i panni. Affresco della folleria di Veranius Hypsaeus, di Pompei, oggi nel Museo Archeologico Nazionale di Napoli

## Il fullo e lo stato
In accordo con Plinio il Vecchio, l'opera dei fullones era presa molto seriamente, tanto che i censori C. Flaminius e L. Aemilius descrissero nella Legge Metilia (Lex Metilia) il metodo corretto per la pratica dei fullones. La legge sottolinea l'uso della terra Cimolian per ravvivare i colori che si erano sbiaditi a causa dello zolfo.
D'altra parte, la legge afferma che il minerale saxum era utile per i vestiti bianchi ma dannoso per i colorati.
I fullones avevano la responsabilità legale dei vestiti che lavavano. Essi erano soggetti a sanzioni se ridavano vestiti sbagliati o danneggiati. Inoltre, i vestiti, una volta lavati erano considerati svalutati (sappiamo che l'imperatore Elagabalo non voleva neppure toccare la biancheria già lavata perché tale panno era considerato di valore inferiore). Tuttavia, la professione del fullo godeva di una certa reputazione, tanto che i fullones ad Ostia crearono una propria corporazione, chiamata Corpus Fontanorum.
Questi lavandai romani veneravano la dea Minerva ed erano quindi particolarmente coinvolti nei Quinquatrus maiores, festività romana principale dedicata a Minerva (i festeggiamenti si tenevano spesso nei laboratori di un fullo).

## Resti archeologici di negozi di follatura
A Pompei sono state rinvenute undici fullonicae (laboratori di follatura), la più famosa delle quali è la fullonica di Stephanus lungo la via dell'Abbondanza, dove i resti del negozio di follatura possono essere visti nella parte posteriore della casa. È anche nota, per gli affreschi ora a Napoli, la folleria di Veranius Hypsaeus. La maggior parte degli altri laboratori sono piuttosto piccoli e sono difficili da riconoscere. Recenti lavori sul campo da parte del Radboud University Nijmegen hanno portato all'identificazione di altri tre laboratori di follatura precedentemente sconosciuti.
Ad Ostia tre grandi negozi di follatura sono stati scoperti, accompagnati da altri due più piccoli. Il meglio conservato è la grande fullonica della Via degli Augustali.
Un importante sviluppo recente è lo scavo di un eccezionalmente grande laboratorio di follatura a Casal Bertone, a Roma. Questo negozio è tre volte più grande di quello di Ostia ed è stato scoperto durante uno scavo di salvataggio per la costruzione della ferrovia ad alta velocità da Roma Tiburtina a Napoli. Era situato al di fuori della città antica, in una zona che ha funzionato anche come necropoli. Questo laboratorio è probabilmente il più grande laboratorio di follatura dall'antichità.
Nella località di Fratta Terme, poi, nel Comune di Bertinoro, presso Forlì, sono stati ritrovati i resti di una fullonica, ma soprattutto un bassorilievo che rappresenta l'attività della folleria: il bassorilievo, che è interessante confrontare con le pitture della fullonica di Veranius, è oggi conservato presso il Museo Archeologico di Forlì.
L'ultimo ritrovamento a Roma nel 2024, a un passo da San Pietro durante i lavori di Piazza Pia, dove è stata riportata alla luce sotto Castel S. Angelo una 'fullonica' di metà del II secolo dopo Cristo (quando Adriano appunto morì, nel 138 d.C.) di circa 500 metri quadrati, che probabilmente serviva le ville patrizie che insistevano nell'area.